# 元爽
元爽（501年—533年4月4日），字景喆，河南郡洛阳县（今河南省洛阳市东）人，魏道武帝拓跋珪的后裔，太师、司州牧、江阳武烈王元继之子，北魏宗室、官员。

## 生平
元爽从小机智灵敏，尤其为父亲元继所偏爱。元爽以为员外散骑侍郎为起家官，升任秘书郎中、尚书起部郎，加号轻车将军，又转任宁朔将军，郎中，又担任给事黄门侍郎，加号平东将军。普泰年间，元爽被授任散骑常侍、征东将军、金紫光禄大夫、领左右直长，又升任卫将军、领左右，其余官职如故。永熙二年二月二十五日（533年4月4日），元爽在京师洛阳去世，虚岁三十三，朝廷赠予使持节、都督泾岐秦三州诸军事、秦州刺史、左仆射，谥号懿，当年十一月二十五日（533年12月26日）葬于洛阳西十五里漀水北部。

## 家庭

### 兄弟姐妹
- 元乂，北魏骠骑大将军、仪同三司、尚书令、侍中、领左右、江阳景昭王
- 元罗，西魏开府仪同三司、侍中、少师、韩国公
- 元蛮，北齐开府仪同三司
- 元爪，北魏给事中
- 元阿妙，嫁李神俊[4]

### 夫人
- 顿丘李氏，北魏仪同三司、彭城文烈公李平之女[3]

### 儿子
- 元德隆，元爽安葬时虚岁十三，夫人兰陵萧氏，北魏大将军、齐王萧宝夤之女[3]。东魏武定末年，官至太子中庶子。

### 女儿
- 二人，元爽安葬时未嫁